# Rallye Monte-Carlo 2016
Le Rallye Monte-Carlo 2016 est la 1re manche du championnat du monde des rallyes 2016. Il s'est déroulé du 21 au 24 janvier 2016.

## Résultats

### Classement final
| Rang | Pilote            | Copilote          | Numéro | Voiture               | Écurie                                | Temps             | Écart          | Points |
| ---- | ----------------- | ----------------- | ------ | --------------------- | ------------------------------------- | ----------------- | -------------- | ------ |
| 1.   | Sébastien Ogier   | Julien Ingrassia  | 1      | Volkswagen Polo R WRC | Volkswagen Motorsport                 | 3 h 49 min 53 s 1 | --             | 283    |
| 2.   | Andreas Mikkelsen | Anders Jæger      | 9      | Volkswagen Polo R WRC | Volkswagen Motorsport                 | 3 h 51 min 47 s 6 | +1 min 54 s 5  | 191    |
| 3.   | Thierry Neuville  | Nicolas Gilsoul   | 3      | Hyundai i20 WRC       | Hyundai World Rally Team              | 3 h 53 min 11 s 0 | +3 min 17 s 9  | 15     |
| 4.   | Mads Ostberg      | Ola Floene        | 5      | Ford Fiesta RS WRC    | M-Sport WRT                           | 3 h 54 min 40 s 8 | +4 min 47 s 7  | 12     |
| 5.   | Stéphane Lefebvre | Gabin Moreau      | 8      | Citroen DS3 WRC       | Abu Dhabi Total WRT                   | 3 h 57 min 28 s 7 | +7 min 35 s 6  | 10     |
| 6.   | Dani Sordo        | Marc Marti        | 4      | Hyundai i20 WRC       | Hyundai World Rally Team              | 4 h 00 min 28 s 6 | +10 min 35 s 5 | 102    |
| 7.   | Ott Tänak         | Raigo Mõlder      | 12     | Ford Fiesta RS WRC    | Dmack WRT                             | 4 h 01 min 33 s 0 | +11 min 39 s 9 | 6      |
| 8.   | Elfyn Evans       | Craig Parry       | 35     | Ford Fiesta R5        | M-Sport WRT                           | 4 h 08 min 23 s 9 | +18 min 30 s 8 | 4      |
| 9.   | Esapekka Lappi    | Janne Feme        | 48     | Škoda Fabia R5        | Esapekka Lappi                        | 4 h 10 min 34 s 1 | +20 min 41 s 0 | 2      |
| 10.  | Armin Kremer      | Pirmin Winklhofer | 32     | Škoda Fabia R5        | BRR Baumschlager Rallye & Racing Team | 4 h 10 min 37 s 0 | +20 min 43 s 9 | 1      |

3, 2, 1 : y compris les 3, 2 et 1 points attribués aux trois premiers de la spéciale télévisée (power stage).

### Spéciales chronométrées
| Étape            | Spéciale | Heure   | Nom                                     | Distance | Vainqueur         | Temps         | Leader          |
| ---------------- | -------- | ------- | --------------------------------------- | -------- | ----------------- | ------------- | --------------- |
| 1re (21 janvier) | ES1      | 20 h 18 | Entrevaux – Rouaine                     | 21,11 km | Sébastien Ogier   | 12 min 21 s 9 | Sébastien Ogier |
| 1re (21 janvier) | ES2      | 22 h 11 | Barles – Seyne                          | 20,23 km | Kris Meeke        | 13 min 06 s 1 | Kris Meeke      |
| 2e (22 janvier)  | ES3      | 10 h 21 | Corps - La Salle en Beaumont 1          | 14,54 km | Sébastien Ogier   | 8 min 07 s 5  | Kris Meeke      |
| 2e (22 janvier)  | ES4      | 11 h 04 | Aspres les Corps – Chauffayer 1         | 25,55 km | Kris Meeke        | 13 min 55 s 9 | Kris Meeke      |
| 2e (22 janvier)  | ES5      | 11 h 40 | Les Costes – Chaillol 1                 | 17,67 km | Sébastien Ogier   | 9 min 23 s 6  | Sébastien Ogier |
| 2e (22 janvier)  | ES6      | 15 h 01 | Corps - La Salle en Beaumont 2          | 14,54 km | Sébastien Ogier   | 8 min 05 s 4  | Sébastien Ogier |
| 2e (22 janvier)  | ES7      | 15 h 44 | Aspres les Corps – Chauffayer 2         | 25,55 km | Kris Meeke        | 14 min 16 s 9 | Kris Meeke      |
| 2e (22 janvier)  | ES8      | 16 h 20 | Les Costes – Chaillol 2                 | 17,67 km | Sébastien Ogier   | 9 min 31 s 3  | Sébastien Ogier |
| 3e (23 janvier)  | ES9      | 07 h 31 | Lardier et Valença - Faye 1             | 51,17 km | Sébastien Ogier   | 30 min 47 s 8 | Sébastien Ogier |
| 3e (23 janvier)  | ES10     | 09 h 29 | St Léger les Mélèzes - La Bâtie Neuve 1 | 17,03 km | Andreas Mikkelsen | 12 min 01 s 3 | Sébastien Ogier |
| 3e (23 janvier)  | ES11     | 11 h 45 | Lardier et Valença - Faye 2             | 51,17 km | Kris Meeke        | 30 min 26 s 6 | Sébastien Ogier |
| 3e (23 janvier)  | ES12     | 13 h 43 | St Léger les Mélèzes - La Bâtie Neuve 2 | 17,03 km | Thierry Neuville  | 11 min 39 s 6 | Sébastien Ogier |
| 3e (23 janvier)  | ES13     | 15 h 40 | Sisteron - Thoard                       | 36,35 km | Thierry Neuville  | 22 min 55 s 4 | Sébastien Ogier |
| 4e (24 janvier)  | ES14     | 09 h 08 | Col de l'Orme - St Laurent 1            | 12,02 km | Sébastien Ogier   | 8 min 15 s 10 | Sébastien Ogier |
| 4e (24 janvier)  | ES15     | 10 h 57 | La Bollène Vésubie - Peïra Cava         | 21,24 km | Andreas Mikkelsen | 14 min 09 s 2 | Sébastien Ogier |
| 4e (24 janvier)  | ES16*    | 12 h 08 | Col de l'Orme - St Laurent 2            | 12,02 km | Sébastien Ogier   | 8 min 09 s 6  | Sébastien Ogier |

* Power stage : spéciale télévisée attribuant des points aux trois premiers pilotes

## Classements au championnat après l'épreuve

### Classement des pilotes
Selon le système de points en vigueur, les 10 premiers équipages remportent des points, 25 points pour le premier, puis 18, 15, 12, 10, 8, 6, 4, 2 et 1.
| Pos. | Pilotes            | MON | SUE | MEX | ARG | POR | ITA | POL | FIN | GER | CHN | FRA | ESP | GBR | AUS | Points |
| ---- | ------------------ | --- | --- | --- | --- | --- | --- | --- | --- | --- | --- | --- | --- | --- | --- | ------ |
| 1    | Sébastien Ogier    | 253 |     |     |     |     |     |     |     |     |     |     |     |     |     | 28     |
| 2    | Andreas Mikkelsen  | 181 |     |     |     |     |     |     |     |     |     |     |     |     |     | 19     |
| 3    | Thierry Neuville   | 15  |     |     |     |     |     |     |     |     |     |     |     |     |     | 15     |
| 4    | Mads Østberg       | 12  |     |     |     |     |     |     |     |     |     |     |     |     |     | 12     |
| 5    | Stéphane Lefebvre  | 10  |     |     |     |     |     |     |     |     |     |     |     |     |     | 10     |
| 6    | Dani Sordo         | 82  |     |     |     |     |     |     |     |     |     |     |     |     |     | 10     |
| 7    | Ott Tänak          | 6   |     |     |     |     |     |     |     |     |     |     |     |     |     | 6      |
| 8    | Elfyn Evans        | 4   |     |     |     |     |     |     |     |     |     |     |     |     |     | 4      |
| 9    | Esapekka Lappi     | 2   |     |     |     |     |     |     |     |     |     |     |     |     |     | 2      |
| 10   | Armin Kremer       | 1   |     |     |     |     |     |     |     |     |     |     |     |     |     | 1      |
| 11   | Felice Re          | 0   |     |     |     |     |     |     |     |     |     |     |     |     |     | 0      |
| 12   | Hayden Paddon      | 0   |     |     |     |     |     |     |     |     |     |     |     |     |     | 0      |
| -    | Bryan Bouffier     | Ab. |     |     |     |     |     |     |     |     |     |     |     |     |     | 0      |
| -    | Kris Meeke         | Ab. |     |     |     |     |     |     |     |     |     |     |     |     |     | 0      |
| -    | Jari-Matti Latvala | Ab. |     |     |     |     |     |     |     |     |     |     |     |     |     | 0      |
| -    | Lorenzo Bertelli   | Ab. |     |     |     |     |     |     |     |     |     |     |     |     |     | 0      |
| -    | Eric Camilli       | Ab. |     |     |     |     |     |     |     |     |     |     |     |     |     | 0      |
| -    | Robert Kubica      | Ab. |     |     |     |     |     |     |     |     |     |     |     |     |     | 0      |

| Couleur | Résultat                                                         |
| ------- | ---------------------------------------------------------------- |
| Or      | Vainqueur                                                        |
| Argent  | 2e place                                                         |
| Bronze  | 3e place                                                         |
| Vert    | Classé, dans les points                                          |
| Bleu    | Classé, hors des points Non classé (Nc.)                         |
| Mauve   | Abandon (Ab.) Retrait (Re.)                                      |
| Noir    | Disqualifié (Dq.)                                                |
| Blanc   | N'a pas pris le départ (Np.) Forfait (Forf.) Épreuve annulée (A) |
| Aucune  | N'a pas participé (-)                                            |

3, 2, 1 : y compris les 3, 2 et 1 points attribués aux trois premiers de la spéciale télévisée (power stage).

### Classement des constructeurs
Les points sont accordés aux 10 premiers classés.
| Position | 1er | 2e | 3e | 4e | 5e | 6e | 7e | 8e | 9e | 10e |
| Points   | 25  | 18 | 15 | 12 | 10 | 8  | 6  | 4  | 2  | 1   |

| Pos. | Constructeurs            | No. | MON | SUE | MEX | ARG | POR | ITA | POL | FIN | GER | CHN | FRA | ESP | GBR | AUS | Points |
| ---- | ------------------------ | --- | --- | --- | --- | --- | --- | --- | --- | --- | --- | --- | --- | --- | --- | --- | ------ |
| 1    | Volkswagen Motorsport    | 1   | 25  |     |     |     |     |     |     |     |     |     |     |     |     |     | 25     |
| 1    | Volkswagen Motorsport    | 2   | Ab. |     |     |     |     |     |     |     |     |     |     |     |     |     | 25     |
| 2    | Hyundai World Rally Team | 3   | 15  |     |     |     |     |     |     |     |     |     |     |     |     |     | 25     |
| 2    | Hyundai World Rally Team | 4   | 10  |     |     |     |     |     |     |     |     |     |     |     |     |     | 25     |
| 3    | Volkswagen Motorsport II | 9   | 18  |     |     |     |     |     |     |     |     |     |     |     |     |     | 18     |
| 4    | M-Sport                  | 5   | 12  |     |     |     |     |     |     |     |     |     |     |     |     |     | 12     |
| 4    | M-Sport                  | 6   | Ab. |     |     |     |     |     |     |     |     |     |     |     |     |     | 12     |
| 5    | DMACK World Rally Team   | 12  | 8   |     |     |     |     |     |     |     |     |     |     |     |     |     | 8      |
| 6    | Hyundai Motorsport N     | 10  | 6   |     |     |     |     |     |     |     |     |     |     |     |     |     | 6      |